# Alstroemeria timida
Alstroemeria timida este o specie de plante monocotiledonate din genul Alstroemeria, familia Alstroemeriaceae, descrisă de Pierfelice Ravenna. Conform Catalogue of Life specia Alstroemeria timida nu are subspecii cunoscute.